# Sabine Kabongo
Sabine Kabongo (* 1966 in Mol) ist eine belgische Sängerin der Weltmusik und des Fusionjazz mit kongolesischen Wurzeln.
Kabongo wurde als Mitglied der polyphonen Vokalgruppe Zap Mama bekannt, die 1989 in Brüssel gegründet wurde. Mit der Gruppe legte sie in den 1990er Jahren mehrere, z. T. sehr erfolgreiche Alben vor und war an zahlreichen Tourneen beteiligt. 1998 sang sie als Solistin mit den Harlem Gospel Singers (auf deren Album Happiness).  Sie trat ab 1999 mit Trilok Gurtu auf und nahm mit ihm mehrere Alben auf. 
Zugleich gehörte sie in den 2000er Jahren als Gesangssolistin zum Zawinul Syndicate von Joe Zawinul, mit dem sie 2009 einen Grammy für das Album 75th gewann. Daneben sang sie bei der belgischen Alternative-Rock-Band dEUS. Sie ist weiterhin auf Alben von Arno, Maria Bethânia, Tony Childs, Manou Gallo, Trilok Gurtu und Sally Nyolo zu hören und spielte mit dem Froidebise Orchestra.